# Église Saint-Didier de Bruyères-le-Châtel
Pour les articles homonymes, voir Église Saint-Didier.
L'église Saint-Didier est une église paroissiale catholique, dédiée à l'archevêque Didier de Vienne, située dans la commune française de Bruyères-le-Châtel et le département de l'Essonne.

## Situation
L'église Saint-Didier est située en centre-ville de la commune de Bruyères-le-Châtel sur la place homonyme, sur la rive gauche de la rivière l'Orge.

## Histoire
La tour clocher, remonte au XIe siècle, la nef, ainsi que les fenêtres du bas-côté datent du XIVe siècle. L'abside a été transformée au cours du XVIe siècle. Le porche est une réalisation de 1852.  
L'édifice est classé au titre des monuments historiques en 1931.

## Description
L'église est de plan orienté en croix latine, avec un porche monumental, et saillant, qui précède l'entrée, accolé à la façade occidentale. Il est percé d'une baie en arc brisé surmontée d'un pignon haut, flanqué de deux pinacles. Il est recouvert d'une toiture en bâtière. Sa façade occidentale à pignon est épaulée par des contreforts, et percée de deux baies en plein centre qui flanquent le porche.  
Elle a deux vaisseaux : une nef à voûtes d'ogives, avec de petites baies en plein cintre, et un bas-côté nord composés de deux travées, avec également des ouvertures en plein cintre. Le transept à voûtes d'ogives est saillant à deux travées, percé des baies en arc brisé, et le chœur se termine par une abside polygonale. Le chevet est percé des quatre baies en arc brisé et d'un oculus sur le pan axial. L'abside est couverte par une toiture en croupe. 

### Clocher
C'est la partie la plus ancienne de l'église qui remonte probablement au XIe siècle. Il est accolé au bras nord du transept. 
Ce clocher a trois niveaux : le deuxième et le troisième niveaux sont percés des baies jumelées en plein cintre. Il est coiffé d'une flèche octogonale aux arêtes biseautées. 

### Vitraux
Des fragments de vitraux du XVe siècle, subsistent dans les deux chapelles du transept.

## Mobilier, objets
- Un beau retable en bois sculpté du XVIIIe siècle encadre l’autel de la chapelle de la Vierge dans le bras du transept, il est orné d’un tableau représentant Le mariage mystique de sainte Catherine d’Alexandrie, qui est une reproduction d’une œuvre de Fra Bartolomeo du XVIe siècle.
- Une chaire en bois sculpté date du XVIIIe siècle.